# Santa Cruz de Minas
Santa Cruz de Minas es un municipio brasileño del estado de Minas Gerais, el menor de todos los municipios del país en extensión territorial, con apenas 2,9 km². Es atravesado por la Ruta Real.

## Historia
A pesar de haber sido separado en 1995 del municipio de Tiradentes, donde era un barrio llamado Puerto Real, su ocupación data del siglo XVIII, durante el proceso de formación de las villas de São José del-Rei y São João del-Rei. El nombre Santa Cruz de Minas es una referencia a un crucero colocado en una de las plazas de la ciudad. El nombre "Puerto Real" hace referencia al Puerto Real de la Pasaje, el primer área de ocupación permanente de que se tiene noticia en la región, se localizaba en las proximidades del actual puente sobre el Río de las Muertes que une los municipios de São João del-Rei y Santa Cruz de Minas.

## Geografía
Su población estimada en 2004 era de 7.753 habitantes.

## Economía
Destaca la extracción de arena de cuarzo y procesamiento de cal; y la producción de muebles y artesanías, siendo una de las principales industrias de las ciudades turísticas de la región.

### Turismo
Entre las atracciones está la Cascada Bueno Despacho, localizada en la Sierra de São José, límite con el municipio de Tiradentes.

### Carreteras
- BR-383
- BR-265

## Circunscripción eclesiástica
La parroquia local pertenece a la diócesis de São João del-Rei.